# Cyrioctea cruz
Cyrioctea cruz är en spindelart som beskrevs av Norman I. Platnick 1986. Cyrioctea cruz ingår i släktet Cyrioctea och familjen Zodariidae. Inga underarter finns listade i Catalogue of Life.